# Dakitu
Dakitu auch Darru-Dakitu (in Ugarit: dqt) ist eine hurritische Göttin niederen Ranges im Gefolge der Ḫebat, deren Dienerin sie ist und in deren Auftrag sie durch das Land Mittani reist. In den kaluti-Opferlisten wird sie vor den Ḫudena und Ḫudellurra genannt. Sie war auch im hethitischen Felsheiligtum Yazılıkaya abgebildet (Relief 46a).
In hurritischen Opferlisten aus Ugarit wird sie dqt genannt, so dass ihr Name zur semitischen Wurzel dqq „klein, gering“ gestellt werden kann, was gut zu ihrem Rang passt. In hethitischen und hurritischen Texten wird ihr Name sehr uneinheitlich geschrieben.